# جعل الكرمة الأخضر
جُعَل الكرمة الأخضر خنفساء من الجعليات تطول نحو 16 مم. ثوبها إلى الخضار الزنجاري. تعيش على ورق الصفصاف ولا تعف عن خلب الكرمة. يرقتها نهمة تقرض كل ما وصلت إليه من جذور النبات.